# Hylotelephium angustum
Hylotelephium angustum är en fetbladsväxtart som först beskrevs av Carl Maximowicz, och fick sitt nu gällande namn av Hideaki Ohba. Hylotelephium angustum ingår i släktet kärleksörter, och familjen fetbladsväxter. Inga underarter finns listade i Catalogue of Life.